# Beetje van mij
Beetje van mij is een nummer van de Nederlandse zanger Antoon uit 2025.

## Achtergrondinformatie
Op "Beetje van mij" grijpt Antoon terug naar zijn oude geluid met dance- en house-invloeden. "Dit is echt het straatje waar ik me het meest thuis voel. Ik kom uit de dance-hoek", aldus Antoon. Het nummer begon ooit als een simpele spraakmemo die de zanger op straat opnam. De tekst gaat over terugkijken op een verloren liefde en de gevoelens van spijt en verlangen die daarmee gepaard gaan. Het refrein benadrukt de pijn van het verliezen van een belangrijke verbinding, maar ook de blijvende impact die die persoon op je leven heeft.
Het nummer beleefde de radiopremière op 6 februari 2025 bij Radio 538 en groeide uit tot een grote hit, met een 2e positie in de Nederlandse Top 40.

## Tracklijst
Muziekdownload
1. "Beetje van mij" - 2:30